# M/S Scania (1964)

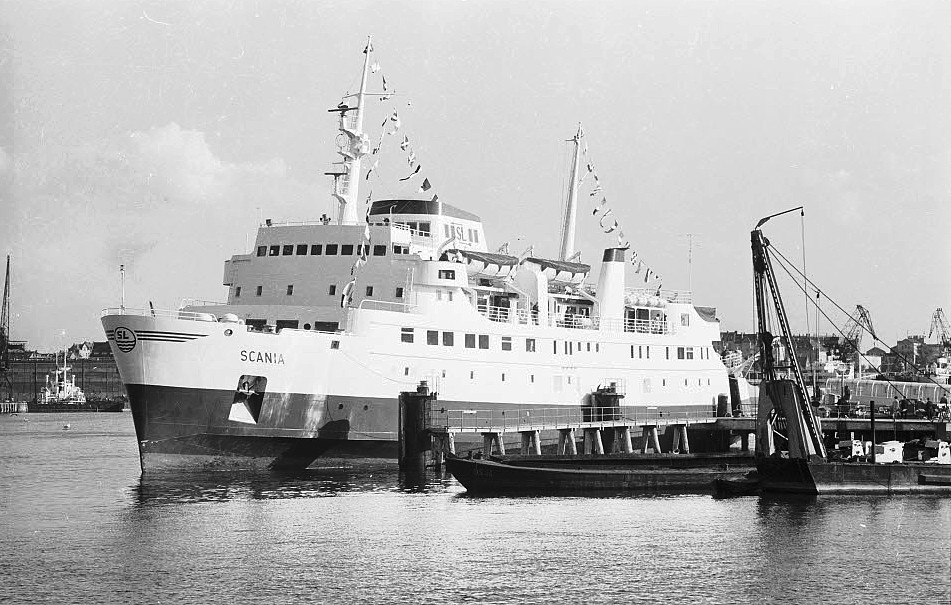
M/S Scania vid Oslokaj i Kiel, juni 1964.

M/S Scania var en bilfärja som byggdes 1963 av Uddevallavarvet i Uddevalla och togs i tjänst 1964. Färjan tjänstgjorde i Sverige under namnet M/S Polhem på linjen Västervik–Visby i slutet av 1970-talet. Fartyget gick 1989 på grund vid Kreta och bröts itu.

## Historik

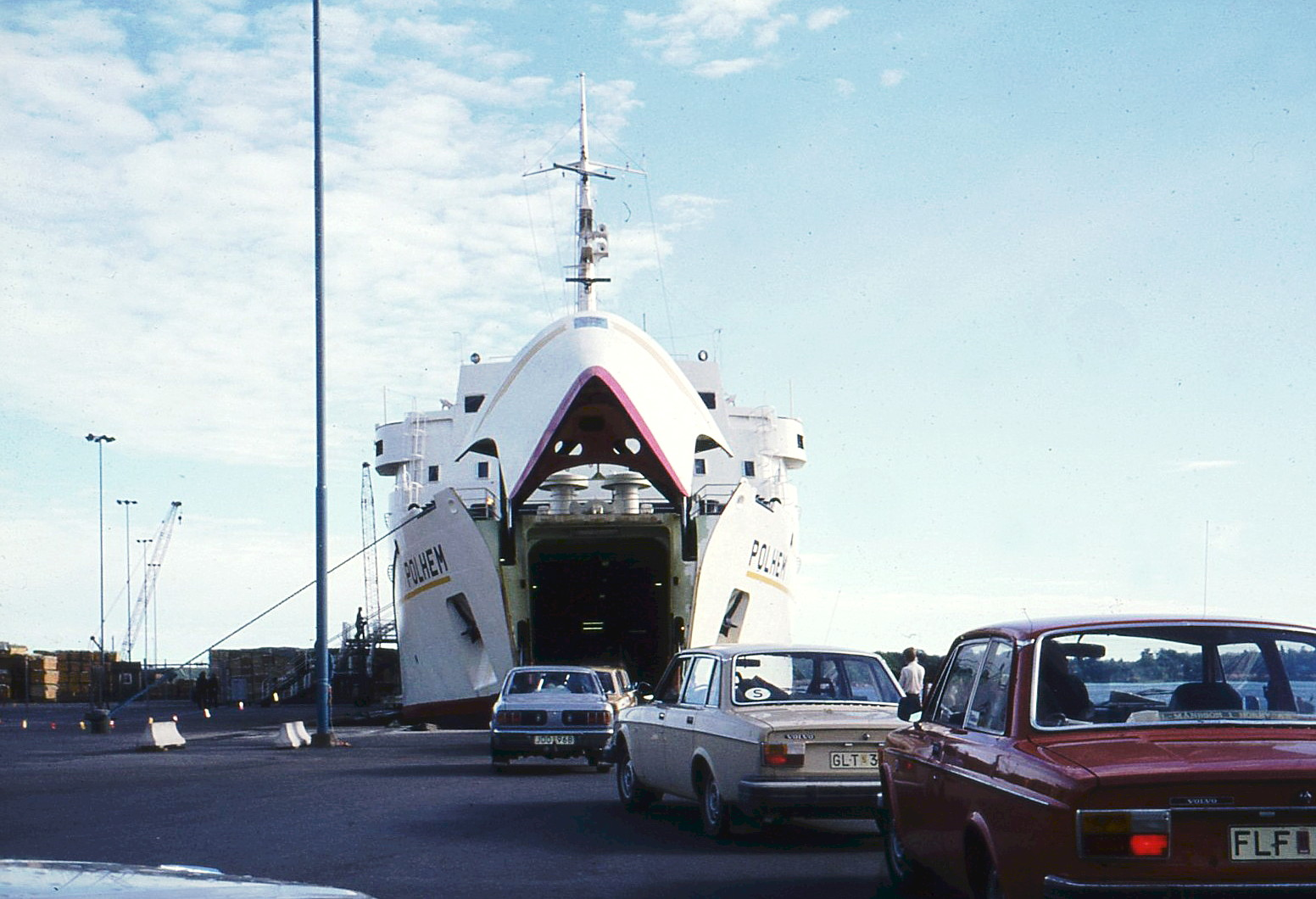
M/S Polhem i Västerviks hamn, juli 1978.

M/S Scania sjösattes den 5 december 1963 och levererades den 4 juni 1964 till Rederi AB Svea i Helsingborg. Hon gick sedan på linjen Korsör – Kiel och Landskrona – Tuborg. I november 1971 såldes hon till Oy Vaasa-Umeå AB, Vasa i Finland och döptes om till M/S Scania Express. Sedan trafikerade hon linjen Vasa–Umeå.
År 1976 såldes hon till Rederi AB Gotland, Visby som döpte om fartyget till M/S Polhem. Därefter trafikerade hon linjen Visby – Nynäshamn. På sommaren 1977 var hon insatt mellan Grankullavik – Klintehamn och mellan 1978 och 1980 trafikerade M/S Polhem linjen Västervik - Visby – Grankullavik.
År 1981 såldes hon till ett rederi i Grekland och gick sedan under namnet M/S Nereus. Den 19 juli 1989 gick hon med 60 passagerare på grund utanför Sideros, Kreta och bröts itu dagen därpå. Vraket låg kvar på haveriplatsen länge och höggs upp först 2001.

## Fakta

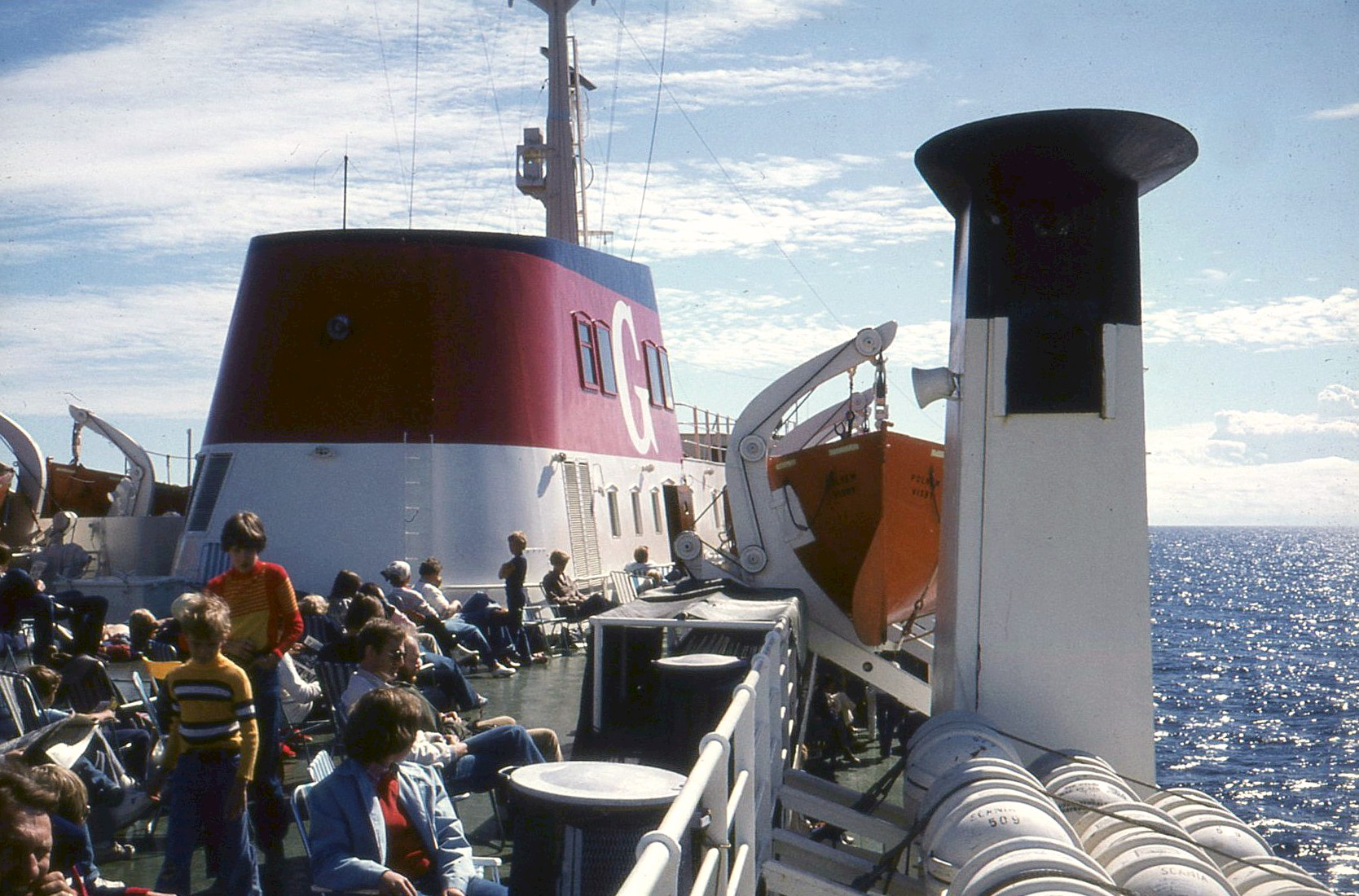
M/S Polhem, soldäck juli 1978.

- Dimensioner: 78,52 x 16,24 x 5,41 meter
- Brt/ Nrt/ Dwt: 2505/ 1015/ 630
- Maskineri: Två 12-cyl, Klöckner-Humboldt-Deutz V dieslar
- Effekt: 3842 kW
- Knop: 16,5
- Passagerare: 800
- Bilar: 115
- IMO: 6402999